# فوجیوارا نو ایشی
فوجیوارا نو ایشی (به ژاپنی: 藤原 苡子 ふじわら の いし) (۱۰۷۶–۱۱۰۳) همسر امپراتور هوریکاوا (دوره سلطنت، ۱۰۸۷ – ۱۱۰۷) هفتاد و سومین امپراتور ژاپن و مادر هفتاد و چهارمین امپراتور؛ امپراتور توبا بود. وی خواهر فوجیوارا نو کینزانه بود. در سال ۱۱۰۳ بعد از زایمان اولین فرزندش امپراتور توبا بر اثر سختی زایمان درگذشت.